# Palais INA a Piazza della Valle

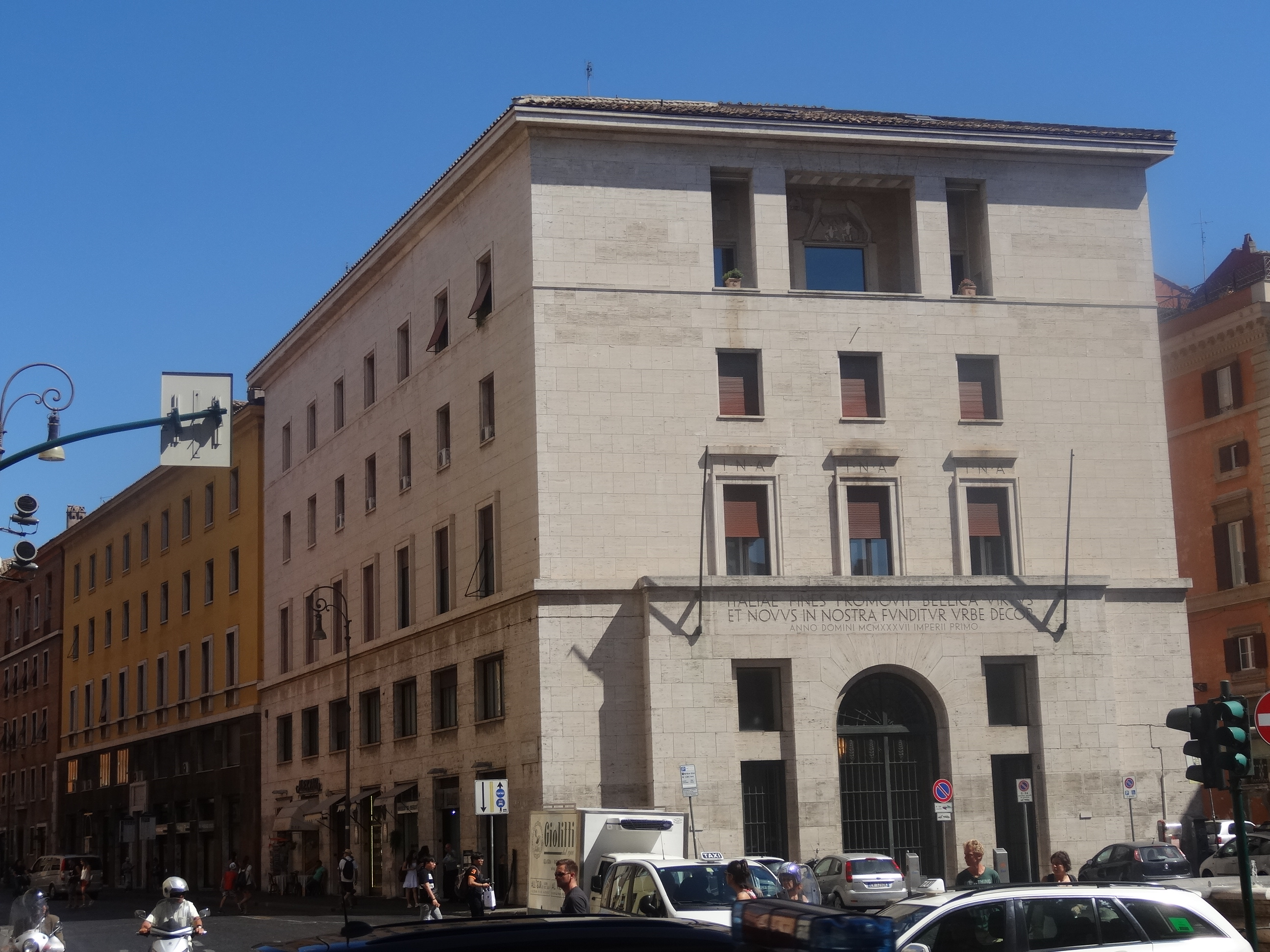
Vue du palais.

Le Palazzo INA a Piazza della Valle est un palais rationaliste situé à l'angle de la Piazza di Sant'Andrea della Valle et du Corso del Rinascimento, dans le Rione Sant'Eustachio à Rome.  

## Histoire et description
Ce palais a été construit entre 1933 et 1938 pendant le régime fasciste de Benito Mussolini et à l'occasion de l'ouverture des travaux du Corso del Rinascimento par les architectes Arnaldo Foschini et Salvatore Rebecchini pour la compagnie d'assurance INA Assitalia, qui lui donne son nom. Tout recouvert de travertin blanc, le palais s'ouvre sur un grand portail avec un sommet en forme de lunette, et toutes ses fenêtres et ouvertures sont rectangulaires. Au dernier étage se trouve un petit balcon avec un porche décoré de mosaïques représentant la Louve et les jumeaux Romulus et Rémus. Sur la façade, une grande inscription en latin dont le sens est « La vertu guerrière étend les frontières de l'Italie et crée une nouvelle beauté dans la ville, l'année du seigneur de 1937, la première de l'Empire ».